# 簾彦次郎

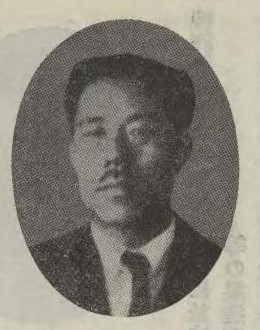
簾彦次郎

簾 彦次郎（1899年9月 - 没年不明）は、日本の発明家。
愛媛県桜井町（現在の今治市）出身。1918年に大阪市関西電業株式会社に機械仕上工として入社した。1919年に大阪電灯安治川発電所に機械修繕工に転職し、1922年に技手補となった。大阪電灯解散後は大同電力株式会社に引き継がれ、1928年3月まで勤務した。その後、大阪製図学校特許部を経て、針布製造機の試作を行った。
1933年（昭和8年）に帝国発明協会の全国発明表彰により、進歩賞が授与されている。

## 特許
- 特許第95490号 針布製造機